# Missal de Stowe
El Missal de Stowe, que estrictament parlant, és un sacramentari i no pas un missal, és un manuscrit il·luminat irlandès escrit principalment en llatí amb algunes parts en irlandès antic, a finals del segle VIII o principis del segle ix, probablement després de l'any 792. A mitjans del segle xi se li van afegir anotacions i algunes pàgines van ser reescrites al Monestir de Lorrha. També conegut com a Missal de Lorrha, se'l sol anomenar Missal de Stowe perquè una vegada va pertànyer als manuscrits de Stowe, col·lecció formada per George Nugent-Temple-Grenville, 1r Marquès de Buckingham a Stowe House. Quan la col·lecció va ser comprada per l'estat en 1883, aquest i d'altres manuscrits irlandesos, van ser dipositats a la Royal Irish Academy de Dublín, on avui dia s'hi troba, catalogat com a MS D II 3. El cumdach o estoig reliquiari, que fins aquell moment s'havia conservat juntament amb el manuscrit, va ser posteriorment transferit, amb la resta de la col·lecció d'antiguitats de la Acadèmia, al Museu Nacional d'Irlanda.

## Manuscript

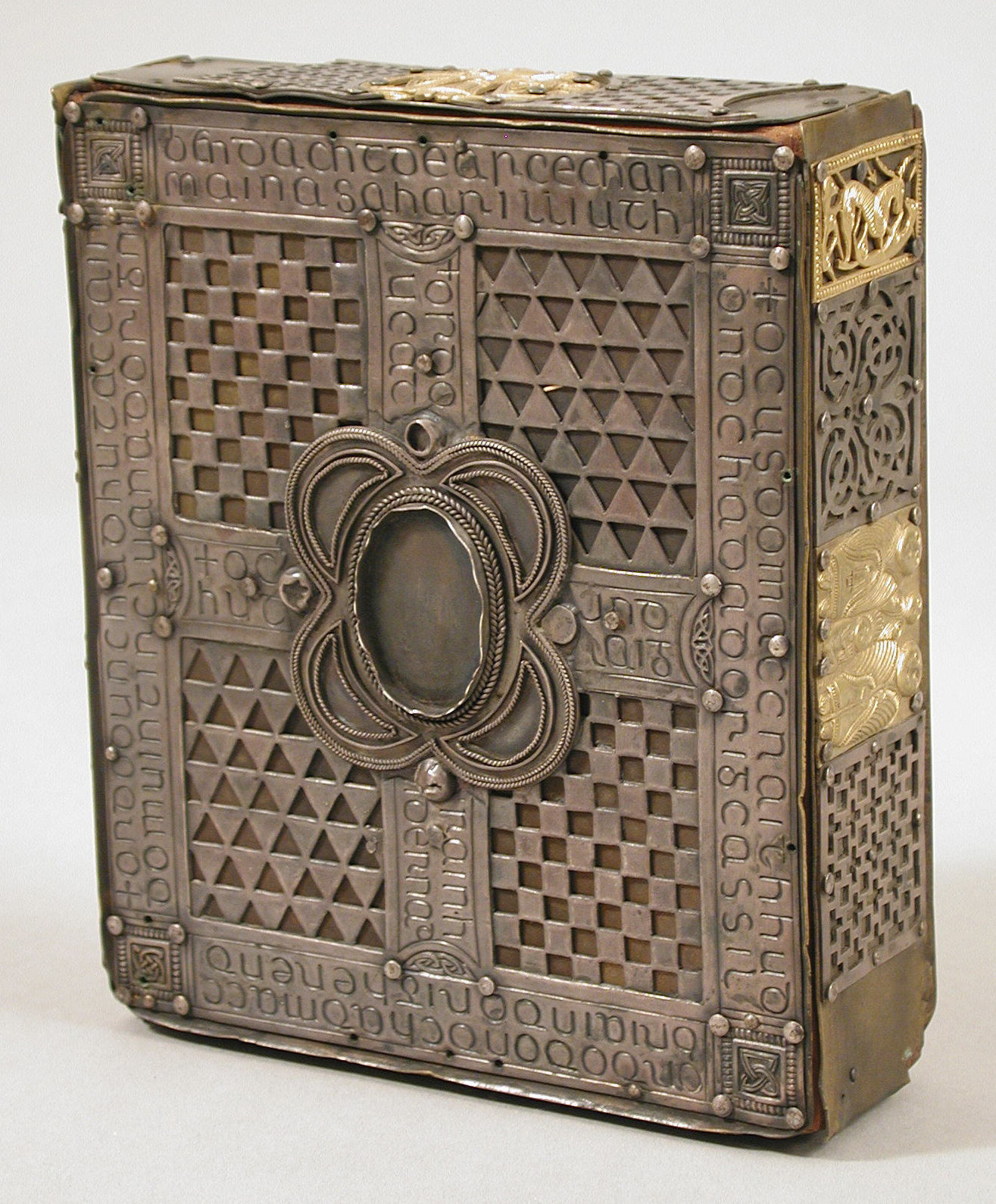
Rèplica moderna de la part posterior del cumdach del Missal de Stowe.

El manuscrit està format per 67 folios d'un mida de 14x11 ctms. Només els tres últims fulls estan escrits en irlandès. En ells s'hi conté un breu tractat sobre la missa, i a la darrera pàgina (folio 67v) tres encanteris contra les ferides als ulls, punxades i malalties de l'orina. La part en llatí conté extractes de l'Evangeli de Joan que probablement procedeixen d'un altre manuscrit, després l'ordre de la missa i algunes misses especials (f 12), l'Ordre del baptisme i la comunió per als nous conversos (f 46v), i l'Ordre de la visita als malalts i els darrers ritus (f 60). La versió de la missa que hi apareix, es creu que és més antiga que el manuscrit i que reflecteix les primeres pràctiques del cristianisme cèltic. El cinc escribes originals del Missal van emprar l'escriptura angular majúscula. Amb lletra cursiva, un escriba que signava ell mateix com a Moél Caích (f 37) va revisar diverses pàgines. Unes quantes inicials apareixen decorades, notablement la del primer full, i els extractes de l'Evangeli de Joan contenen tot un full il·luminat amb un retrat de Joan amb el símbol de l'àguila inusualment situat al final (f 11v), amb panels d'art hiberno-saxó entrellaçats a cada banda de la figura, i l'àguila per sobre. A banda de l'àguila, aquest retrat és similar al de Joan del Llibre de Mulling.

## Cumdach

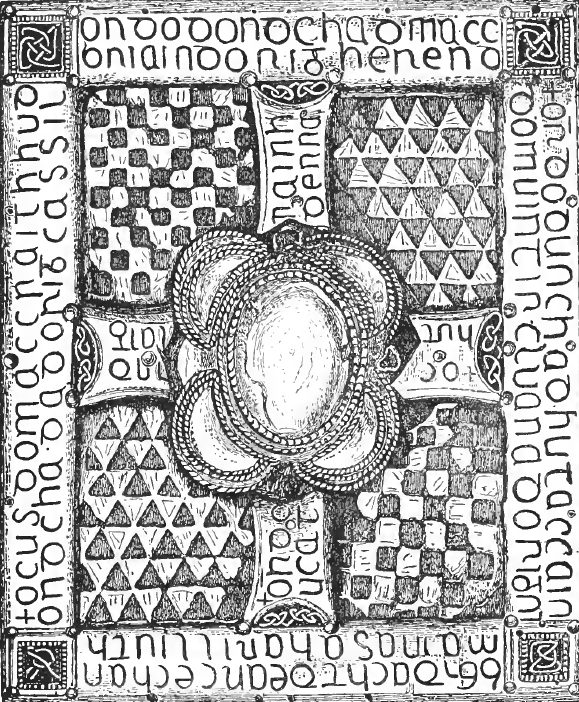
Dibuix de la cara posterior del cumdach, per Margaret Stokes.

El manuscrit conserva el seu cumdach o estoig, una típica caixa per llibres irlandesa associada a una important figura religiosa; es tracta d'una de les cinc que es conserven d'aquella època. És una caixa amb plaques de metall treballades i clavades sobre un cor de fusta de roure. L'obra metàl·lica està elaboradament decorada amb algunes figures animals i humanes. Una de les cares data probablement d'entre 1027 a 1033, ja que a la base inclou una inscripció recordant la seva fabricació i donació. L'altra cara és posterior, i pot ser datada, gràcies també a una inscripció, sobre l'any 1375.
La cara més antiga, actualment separada de l'estoig, està feta d'un aliatge de plata sobredaurada i coure, i presenta una gran creu emmarcada per una vora que duu una inscripció en irlandès que també omple els braços de la creu. El centre de la creu va ser posteriorment modificat ("molt embellit" segons s'afirma al Museu Nacional), probablement en el temps de la fabricació de l'altra cara, col·locant-hi una gran pedra (actualment desapareguda) amb quatre seccions lobulades. Degut a això les inscripcions en aquest punt es van perdre, però han pogut ser pràcticament recuperada: es tracta d'una petició de pregàries per a l'abat de Lorrha, Matthgamain Ua Cathail (+1037) i per a Find Ua Dúngalaigh, rei de Múscraige Tíre (+1033). També s'hi menciona Donnchadh mac Briain, anomenant-lo 'rei d'Irlanda' i Mac Raith Ua Donnchada, rei d'Eoganacht (+1052), així com el nom de l'autor, Donnchadh Ua Taccáin [monjo] 'de la comunitat de Cluain (Clonmacnoise)'. Els quatre espais entre la creu i el marge contenen panells de decoració geomètrica i hi ha petits panells amb decoració de nusos als cantons de les vores i a l'extrem final dels membres de la creu.
Els costats de l'estoig estan formats per plaques d'aliatge de coure amb figures d'àngels, animals, clergues i guerrers.
La cara més moderna, de plata sobredaurada també conté una gran creu amb una gran pedra de cristall de roca oval al centre amb lòbuls envoltant-la amb d'altres gemmes. La inscripció, gravada en simples plaques d'argent, recòrre la vora i als espais entre la creu i la vora hi ha quattre figures gravades del Crist crucificat, la Verge i el Nen, un bisbe fent un gest de benedicció i un clergue sostenint un llibre (possiblement l'Evangeli de Joan). La inscripció demana una pregària per a Pilib Ó Ceinnéidigh, 'rei d'Ormond' i la seva muller Áine, ambdós morts en in 1381. També fa referències a Giolla Ruadhán Ó Macáin, abat del priorat agustinià de Lorrha i a l'autor, Domhnall Ó Tolairi".

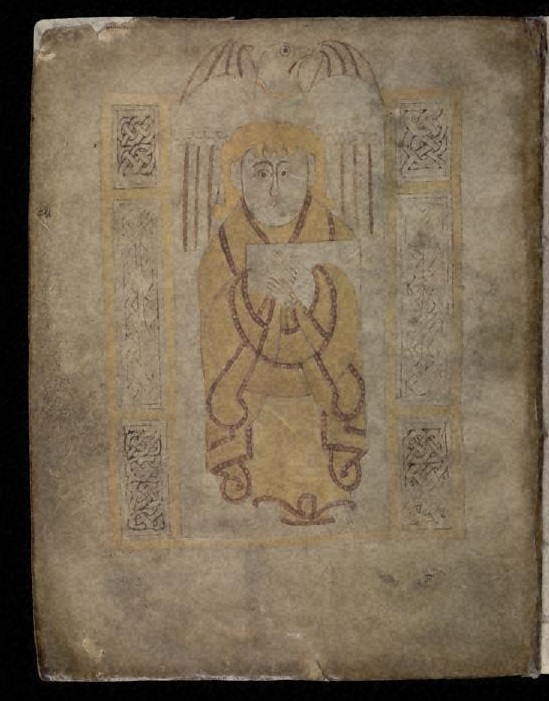
Retrat de l'evangelista fol 11 v
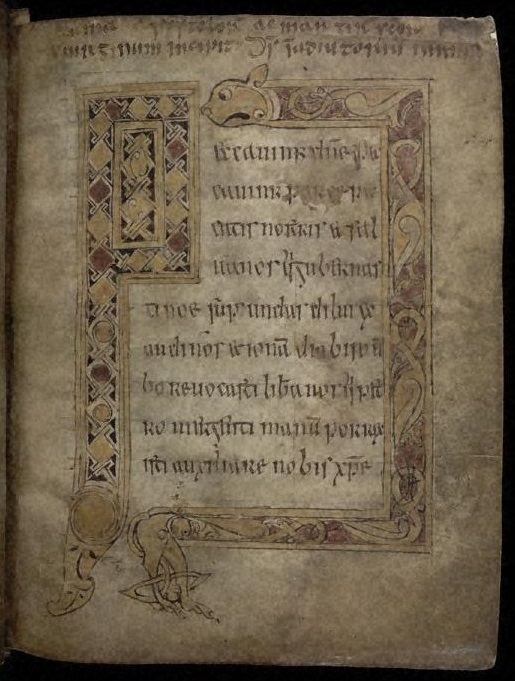
Fol. 12 r
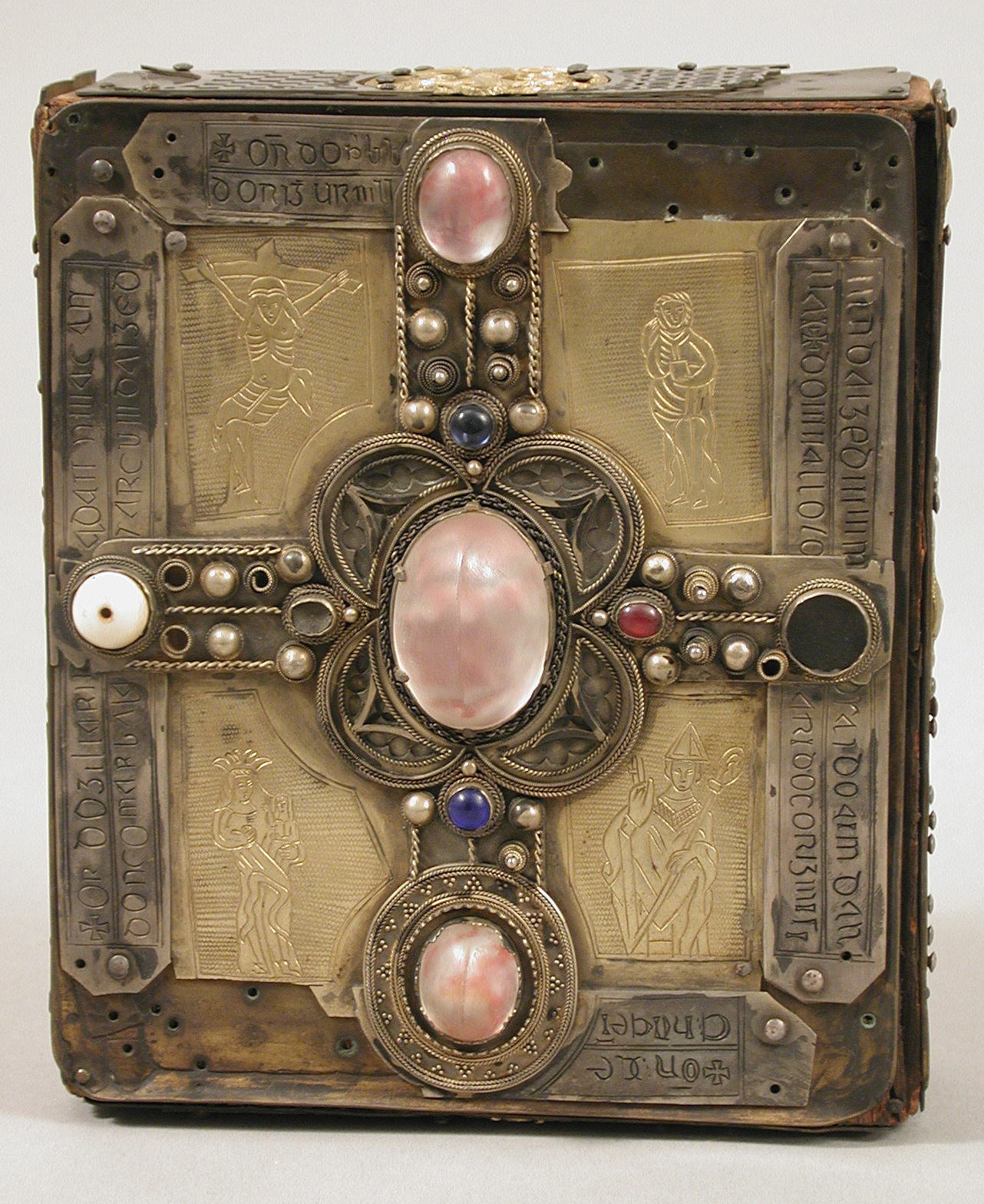
Rèplica moderna del cumdach